# Pathopeia
A pathopeia vagy pathopoeia a görög pathos (szenvedélyes lelkesedés, hév) és poiia (készítés) szavakból jön létre. Használják rá a path-o-poy'-a, adfectus, affectus expressio és a description of feelings kifejezéseket is. Általában az olyan beszéd általános kifejezése, ahol az orátor(szónoki képességekkel rendelkező személy) a hallgatóságból, a saját érzelmeit megmutatva érzelmi reakciót váltson ki.  Az érzelmi ráhatást azonban többféle tényező befolyásolhatja (idő, nem, kor, helyszín, stb.) 
Egy másik meghatározás szerint, a pathopeia az elme érzelmi kifejeződése, amely minden nagyobb érzelmet kifejez. 
Ugyanez egy harmadik megfogalmazás szerint, egy az ember lelkében lévő felettébb túlzott szenvedélyt, örömöt, bánatot, izgatottságot, vágyat, és szeretetet jelent.
Henry Peacham így ír róla: A pathopeia a beszéd egy olyan formája, ahol szónok célja olyan indulatok keltése a hallgatóságban, mint a felháborodás, félelem, irigység, remény, gyűlölet vagy bánat.
Az alak használatában van néhány szükséges pont, amit érdemes megfigyelni: 
Először, hogy a szónok a hallgatóság elméjét szeretetre vagy szenvedélyre mozgassa, hatékonynak kell lennie. Nem szabad lecsupaszítani a szavakat, ha az óvatos hallgatóságban is hatást akarunk kiváltani.
Másodszor, a helyet és az időt. Figyelni kell arra, hogy tapintatosak legyünk a gyásznál, ahogy a házasságnál vidámak.  Ha nem így cselekszünk, mindkét esetben ellenszenves természetbe ütközünk.
Harmadszor, az időszerűtlenség, amikor túl elhamarkodott az érzelmek váltakozása. Az egyik pillanatban még sír, a másikban nevet. Így túl abszurddá válik a helyzet.
Negyedszer, a szónoknak meg kell figyelnie az érzelmek váltakozását.